# Spore
Spore — компьютерная игра в жанре «симулятор бога», разработанная студией Maxis под руководством Уилла Райта и изданная компанией Electronic Arts для Windows и macOS. Spore предлагает игроку провести эволюционирующий вид живых существ через ряд этапов — от одноклеточного микроорганизма до межзвёздной цивилизации; масштабы игры соответственно возрастают от одной планеты до целой галактики. Игровой процесс Spore заметно меняется с каждым новым этапом, черпая элементы из игр самых разных жанров, будь то action, компьютерные ролевые игры или стратегии в реальном времени. Разработчики Spore использовали механизмы процедурной генерации, чтобы создать множество разных и не повторяющихся живых существ и населённых ими планет. Будучи однопользовательской игрой, Spore содержала и асинхронную онлайн-составляющую: созданный игроками контент — например, живые существа — загружался в общую базу данных, а оттуда поступал к другим игрокам, так что уникальный вид существ, созданный одним игроком, мог появиться во вселенных других игроков. Игра получила высокие оценки критиков, хваливших необыкновенные масштабы игры и предоставленную игроку возможность создавать собственных уникальных существ, здания и виды техники; при этом геймплей на большинстве этапов Spore критики сочли слишком примитивным и пресным; нарекания также вызвало использование технического средства защиты авторских прав SecuROM.

## Игровой процесс
Игра представляет собой «симулятор эволюции». Игроку предоставляется возможность выбирать размеры, внешность и путь, по которому следует существо.
Игра поделена на несколько этапов. При окончании одного этапа считывается результат его действий и дается специальный бонус, основанный на действиях, который повлияет на последующие этапы. При прохождении этапов существо физически меняется. При прохождении, например, можно заметить изменение роста относительно других существ (на примере голограммы, используемой на планетах на этапе «Космос».

### Игровые этапы
В начале игрок выбирает планету (на выбор всегда даётся 6 свободных планет), на которой будут жить его существа. Выбирается начальный этап игры. Сначала можно выбрать только первый этап «Клетка», но по мере прохождения остальные этапы станут доступны для выбора. Используя консольные команды, можно в начале игры открыть все уровни.

#### Клетка

Геймплей на этапе «Клетка». Игра за растительноядное существо, которое питается водорослями.

Под управление игрока попадает микроорганизм, живущий в первичном бульоне. Чтобы выжить, микроорганизму или клетке необходимо питаться кусочками мяса или водорослями, а также изо всех сил пытаться избежать участи быть съеденным другими плотоядными или всеядными клетками. С поеданием пищи клетка получает так называемые «очки ДНК», которые служат «валютой» в первых трёх редакторах. Также в воде можно найти фрагменты существа, охотясь на существ или находя в кусочках астероидов. Для открытия редактора нужно использовать навык «Брачный зов» и подплыть к партнёру (направление на него будет показываться своеобразными «звуковыми волнами» и розовыми сердечками), после чего происходит откладывание икринки и открывается редактор клетки. В редакторе за баллы ДНК покупаются новые части тела; также можно продавать части тела, изменять их расположение на теле, форму, размеры и окраску тела, однако изменять длину тела и частей тела невозможно. После закрытия редактора и сохранения изменений вылупляется развившийся организм со всеми внесенными изменениями. В случае смерти управляемого организма, он также вылупится из икринки, но не изменившись. На данном этапе закладывается тип развития существ на следующих этапах — возможны варианты развития в хищное, травоядное или всеядное существо. Если водорослей съедено намного больше, чем мяса, то на этапе «Существо» будут доступны только травоядные рты, если мяса больше — то плотоядные, если примерно поровну, то всеядные. Впрочем, можно оставить клеточный травоядный или плотоядный рот и есть соответствующую пищу — если существо травоядное, а у него имеется плотоядный рот, то существо спокойно может поглощать мясо. Так же есть возможность убить клетку с хоботком, способным поглощать и водоросли, и соки живых клеток (но не свободно плавающее мясо) и использовать его, либо поставить сразу два разных рта.

#### Существо
В результате эволюции у клетки появится небольшой мозг, и она сможет выйти на сушу, после чего в редакторе простейших игрок может по собственному желанию добавить существу ноги, без которых существо сможет только ползать, как червь или гусеница, получив скрытое достижение «Боксёр». После этого бывшая клетка и несколько её сородичей выплывут на сушу и построят гнездо, в котором в будущем существа будут откладывать яйца, из которых вылупляются новые существа, появляющиеся при смерти подконтрольного игроку или размножении, позволяющем, как на прошлом этапе, изменить строение существа. Кроме вида игрока, на суше также находятся другие виды, обычно тем более развитые (обладающие бо́льшим запасом здоровья и более дорогими частями), чем дальше они от первого прибрежного гнезда. Игрок может получать необходимые для прогресса очки ДНК, либо находя способы подружиться с существами, подражая им, либо убивая их, и получая от них новые фрагменты, стоимость и уровень которых зависят от развитости существа; кроме того, игрок может найти скелеты разных размеров, также содержащие фрагменты. Рты, доступные существу, зависят от того, какой диеты оно придерживалось на прошлом этапе, что также влияет на набор деталей, доступных существу при выходе на сушу. В отличие от этапа «Клетка», еда не даёт баллы ДНК, а только восстанавливает здоровье и сытость. При накоплении ДНК заполняется индикатор развития, а когда он достигает контрольных точек, мозг существа увеличивается, вследствие чего оно становится умнее, повышает своё максимальное здоровье и может взять в свою стаю больше существ (от одного до трёх). После заполнения шкалы игрок может закончить этап в любой момент, зажигая огонь в первый раз, после чего он может изменить строение существа в последний раз перед тем, как редактор существа уступает место редактору костюма.

#### Племя
Под руководством игрока окажется племя, вооружённое копьями, дудочками и острогами и населяющее примитивную деревню; первое оружие, открывающееся игроку, зависит от диеты существа — например, травоядное существо со всеядной диетой считается всеядным. Игровой процесс меняется кардинально — перед игроком стратегия. Теперь большое значение имеет одежда, влияющая на характеристики. Детали существа, впрочем, сохраняют релевантность: крылья позволяют летать, ноги влияют на скорость передвижения, боевые элементы позволяют бить и драться как и на прошлом этапе «Существо». Одежда покупается за специальные баллы, прибавляющиеся только за уничтожение или заключение союза с другим племенем. ДНК уступают место еде, тратящейся на кормежку и рождение существ, постройку зданий, преподнесение даров соседям, приручение других, менее развитых, существ (которые на момент этапа «племя» находятся на стадии «Существо»; подчиненное существо в дальнейшем будет приносить еду, максимум приручить можно 3 питомца, причём если в стае игрока на предыдущем этапе были существа другого вида, они автоматически становятся питомцами) и рождение детенышей. Еду можно получить разными способами: можно подружиться с племенем, и тогда оно будет периодически преподносить игроку в качестве даров еду; питомцы откладывают яйца; можно собирать еду с деревьев, ловить рыбу и водоросли, охотиться на существ и воровать еду вражеских племен. Из разных зданий существа могут брать разные предметы, которые помогают в бою, в заключении союза или в добыче пищи: так, трубы, трещотки и дудки помогут подружиться с другими племенами, остроги позволяют добывать больше рыбы в озёрах, морях или океанах, копья и топоры помогают в охоте и в сражении с другими племенами, факела лучше сжигают вражеские строения, а посохи лечат союзников. Чтобы перейти на следующий этап, игрок должен разобраться со всеми пятью племенами, которые появляются по мере прохождения этапа, либо заключив с ними союз, либо уничтожив их главные хижины.

#### Цивилизация
Деревня игрока становится городом, и в зависимости от поведения на предыдущем этапе, создаёт технику с целью либо военной агрессии (если племя уничтожало вражеские), либо религиозной пропаганды (если оно заключало с ними союзы), либо торговли (если оно соблюдало баланс). В дальнейшем эта техника — основной инструмент влияния игрока на мир, представляющая собой либо наземный транспорт, либо (для прибрежных городов) корабль, либо (после захвата 4 городов) самолёт. Город игрока — первый, появляющийся на карте, но и как на предыдущем этапе, позже появляются города, управляемые ИИ. Цель этапа — захватить все города на планете, для чего используется техника — военная служит для захвата силой, религиозная — для пропаганды, убеждающей жителей сдаться, а торговая — для установления торгового пути, в конце концов служащего для покупки города. Деньги зарабатываются при помощи добычи пряности из источников и заводов, а также торговли. Поскольку при захвате нового города игрок может как сохранить специализацию города, так и изменить её на свою, можно одновременно управлять городами с различной специализацией — военной, торговой или религиозной. При обладании 6 и более городов — половины из всех присутствующих — государства, находящиеся с игроком в хороших отношениях, постепенно начнут предлагать ему союз, заключающийся в добровольной передаче игроку территорий. При обладании всеми 12 городов на планете этап заканчивается, и цивилизация создаёт космический корабль.

#### Космос
Созданный космический корабль после запуска оказывается в распоряжении игрока. На этом космическом корабле игрок может исследовать галактику, строить и развивать свои колонии и выполнять задания других космических цивилизаций, а при наличии дополнения Spore: Galactic Adventures — проходить приключения! Как и на предыдущих этапах, игроку доступны методы действия мира, враждебные и экономические методы действия. В зависимости от результатов предыдущих этапов игрок получит различные бонусы и одно особое супероружие, определяемую философией цивилизации, зависящей от набора карточек этапов, полученных на протяжении игры. Также Spore: Galactic Adventures позволяет игроку использовать супероружие философии, если у него есть возможность использовать все четыре детали, соответствующие этой философии. Центр галактики — сверхмассивная чёрная дыра, исследование которой затруднено как ослаблением возможностей двигателя игрока, так и присутствием гроксов — киборгов, для которых наличие подходящей для жизни обычных существ атмосферы смертоносно, проявляющих агрессию к всему живому в их досягаемости. Игрок может повышать ранг своего капитана, получая знаки отличия за выполнение различных достижений, что открывает возможность покупки новых способностей для космического корабля. Концом игры можно называть уничтожение расы гроксов или же дружба с гроксами, а после этого попадение в центр галактики, но сам этап бесконечен.

## Споропедия
Споропедия — внутриигровая энциклопедия, которая накапливает информацию в ходе игры.
Например, если игрок на любом этапе увидит другой вид, нажав на него левой кнопкой мыши, то в любое время можно будет прочитать про него даже после уничтожения вида.
Помимо того, что игра позволяет создавать собственных существ, имеется возможность загружать существ, технику, здания, созданные другими игроками, а также показывать свои творения другим пользователям через Споропедию.
Существуют определённые достижения, связанные с процессом обмена собственных творений между игроками. В частности, это может быть создание и обмен с другими игроками 5 своих приключений, и т. д.

## Редакторы
В игре есть пять основных редакторов, которые служат для создания любых игровых единиц. Также есть ещё два редактора из дополнения «Spore: Galactic Adventures»: редактор снаряжения капитана и редактор приключений; три скрытых редактора: Редактор растений, секретная версия редактора клеток и PlannerThumbnailGen; код для специального редактора: Редактора торта; и один вырезанный редактор: редактор планет.
Все редакторы объектов позволяют менять их раскраску.

### Редактор клеток
Редактор, доступный на этапе «Клетка». Позволяет изменять клетку фрагментами. В редакторе есть 3 вида рта, 3 вида оружия, 3 вида деталей передвижения и 3 вида глаз. Также существует скрытый редактор клеток добавляющий, 15 видов ртов, 15 видов оружия, 15 видов деталей передвижения и 15 глаз.

### Редактор существ
Редактор, доступный на этапе «Существо». В нём намного больше фрагментов и вариантов окраски. Можно добавить руки, ноги и менять положения и длину позвоночника. Существует множество модификаций, которые пополняют редактор существ.

##### Редактор простейших
Редактор, доступный в этапе клетки выходя на сушу. В нём фрагменты, как в редакторе «Клетка». Также встречаются фрагменты нижних конечностей. Есть модификация, доступный в редакторе существ фрагменты клеток.

### Редактор снаряжения
Редактор, доступный на этапах «Племя», «Цивилизация» и «Космос», позволяющий ставить всем своим существам снаряжение, а в космосе — только капитану корабля. Можно присоединить наплечники, нагрудники, шапки, набедренные повязки, украшения и многое другое. Если у игрока есть дополнение «Космические приключения», то можно добавить и снаряжение с дипломатической, военной и иной функциональностью.

### Редактор построек
Редактор, доступный на этапах «Цивилизация» и «Космос». Существуют четыре вида построек: ратуши, заводы, дома и развлекательные центры. К зданиям можно пристроить окна, двери, крыши, трубы и различные декорации.

### Редактор техники
Редактор, доступный на этапах «Цивилизация» и «Космос». Позволяет создать самую различную технику: машины, корабли, самолёты и космические корабли. Можно установить колеса, крылья, паруса и космические двигатели. Техника бывает четырёх типов: торговая, военная, религиозная и колониальная.

### Редактор приключений
Редактор из дополнения «Космические приключения», лежащий в его основе. Редактор позволяет создавать собственные приключения, которые в дальнейшем можно будет проходить на этапе «Космос». В отличие от «встроенных» в дополнение приключений, созданные игроком будут поначалу давать капитану всего 10 очков опыта, но после публикации приключения это число зависит от доли игроков, у которых получается его пройти. Можно добавлять любые элементы игры, которые только существуют, начиная от существ и растений и заканчивая спецэффектами и звуками, а также настраивать их поведение. Приключение может содержать до 8 актов.

## Карточки
По ходу прохождения игры, за каждый завершенный этап игрок получает карточку: красную, синюю или зелёную, в зависимости от поведения существа на каждом этапе — на первом этапе плотоядное, всеядное и травоядное соответственно, на двух следующих — агрессивное, нейтральное и дружелюбное соответственно, на четвёртом этапе — военное, торговое и религиозное соответственно, на пятом — все карточки суммируются и в итоге получается определённая философия. Каждая карточка даёт определённые бонусы на следующие этапы игры.
В таблице написаны бонусы карточек, которые влияют на этап «Космос»:
| Карточки | Бонус с этапа Клетка                                               | Бонус с этапа Существо                                                          | Бонус с этапа Племя                                                                      | Бонус с этапа Цивилизация                                                   |
| -------- | ------------------------------------------------------------------ | ------------------------------------------------------------------------------- | ---------------------------------------------------------------------------------------- | --------------------------------------------------------------------------- |
| Красная  | Вождь — Повышает эффективность всех видов оружия                   | Лучший образец — Повышает запас прочности корабля                               | Оруженосец — Снижает цены на все виды оружия                                             | Антипиратство — Уменьшает частоту нападений пиратов                         |
| Синяя    | Универсал — Снижает цену на всё стандартное оборудование           | Дух скорости — Повышает скорость межзвёздных перелётов                          | Колонизатор — Снижает цены на все инструменты колонизации                                | Пряноэксперт — Повышает эффективность добычи пряности со всех колоний       |
| Зелёная  | Учтивость — Снижает цены на все инструменты установления контактов | Великолепное приветствие — Значительно снижает вероятность мятежей всех колоний | Любезное приветствие — Позволяет произвести положительное впечатление на незнакомую расу | Защитник природы — Снижает частоту биологических катастроф на всех планетах |

## Дополнения и ответвления

### Creepy & Cute
14 октября 2008 года Electronic Arts объявила о планах выпустить два дополнения для Spore. Первым из них был Spore: Creepy & Cute Parts Pack (с англ. — «Набор Частей Жуткие и Милые»), выпущенный в ноябре 2008 года. Он добавляет более 100 новых частей, включая 60 фрагментов, 48 вариантов окраски и 24 элемента движения. Они выполнены в двух стилях: милые, мультяшные существа, а также монстроподобные чудища. Новые части можно использовать начиная с этапа «Существо», а созданных существ можно загружать в Споропедию и показывать игрокам, также установившим набор элементов «Жуткие и милые».

### «Космические Приключения»
Это дополнение позволяет капитану корабля стать настоящим героем. Получая задания от других империй, игрок может быть отправлен на специальную планету-приключение. Приключение — режим игры, в котором капитан высаживается на планету, созданную кем-то из игроков в режиме редактора приключений, и выполняет особые задания по определённому сценарию. Задания могут быть, к примеру, такими: убить пять монстров или найти меч. Редактор приключений, в котором создаются планеты с приключениями, прилагается к дополнению. По мере прохождения приключений капитан получает очки опыта и может разблокировать детали из редактора снаряжения капитанов с новыми 32 инструментами, разделёнными на группы по 4 элемента для каждой из 8-ми философий (воин, шаман, учёный, эколог, дипломат, бард, торговец, фанатик).

### Ответвления
- Spore Hero
- Spore Hero Arena

## Версии игры
Игра вышла в двух версиях — обычное издание, которое содержало DVD-бокс, диск с игрой, вкладыш для бесплатного скачивания игры «Spore Origins», код активации, код техподдержки, и галактическое издание, в состав которого входил DVD-бокс, диск с игрой, код активации, код техподдержки, руководство пользователя, DVD-фильм от National Geographic «Как создать превосходное существо», DVD-фильм «Со спора в Spore», артбук «Спорискусство», постер и лист с наклейками.

## Отзывы
| Сводный рейтинг       | Сводный рейтинг |
| Агрегатор             | Оценка          |
| --------------------- | --------------- |
| GameRankings          | 85,36 %         |
| Metacritic            | 84 %            |
| Иноязычные издания    |                 |
| Издание               | Оценка          |
| 1UP.com               | B+              |
| Eurogamer             | 9/10            |
| Game Informer         | 8,75/10         |
| GamePro               | 4/5             |
| GameSpot              | 8,0/10          |
| GameSpy               | 4,5/5           |
| IGN                   | 8,8/10          |
| PC Gamer (UK)         | 91 %            |
| PC Gamer (US)         | 91 %            |
| X-Play                | 5/5             |
| Wired                 | 7/10            |
| Русскоязычные издания |                 |
| Издание               | Оценка          |
| «Игромания»           | 9,5/10          |
| «ЛКИ»                 | 85 %            |

Продажи за первые две недели после релиза превысили миллион копий. Игра получила премию BAFTA в области игр 2009 года в номинации Technical Achievement. От журнала «Игромания» игра получила награду «Ложноножки года».

### Защита SecuROM и пиратство
Spore на момент выхода использовала техническое средство защиты авторских прав SecuROM с крайне жёсткими и необычными на тот момент условиями для защиты от компьютерного пиратства. По изначальной задумке издателя Electronic Arts, каждая установленная копия Spore должна была каждые десять дней после первого запуска проходить аутентификацию через интернет — если эта аутентификация не была пройдена, игра блокировалась. К моменту выхода игры эта система была несколько упрощена — игра проходила онлайн-аутентификацию лишь при первом запуске. Тем не менее, владелец игры мог активировать свою копию игры на новом компьютере лишь трижды — если этот лимит был исчерпан, владельцу предлагалось обратиться в службу поддержки за новым кодом активации. Недовольные игроки массово ставили Spore низкие оценки в интернет-магазине Amazon — где на 14 сентября 2008 года 2016 из 2216 отзывов на игру имели минимальную оценку «одна звезда из пяти»; авторы отзывов писали «не люблю, когда ко мне относятся как к вору», сравнивали постоянно присутствующую на компьютере систему SecuROM с malware и обещали больше не покупать игр Electronic Arts, если и в будущих играх будет применяться такая же «драконовская» защита. При этом через BitTorrent на тот же момент было скачано порядка 500 тысяч пиратских копий игры со взломанной защитой — это делало Spore одной из самых нелегально скачиваемых игр в истории. По итогам 2008 года количество нелегальных загрузок Spore достигло рекордных на тот момент 1,7 миллиона.